# Las doñas del Cafetal
Las doñas del Cafetal es una miniserie de televisión venezolana, original de SimpleTV, para la aplicación Simpleplus, siendo coproducida por Papita Films y Avakian Studios.
La serie fue protagonizada por Dora Mazzone, Sonia Villamizar, María Antonieta Duque y Adriana Romero y dirigida Luis Carlos Hueck.

## Sinopsis
Cuatro amigas de toda la vida se reúnen para jugar cartas y recordar lo feliz que fueron creciendo juntas. Esa noche se dan cuenta de que tienen tiempo sin divertirse y deciden salir. Lo que era una noche de cartas normal y corriente se convierte en el fin de semana más loco de sus vidas. Metiéndose en problemas que las llevarán a las más divertidas situaciones.